# 警察の日
警察の日（けいさつのひ）は、世界における警察の為の職業上の祝日である。この祝日は現在、以下の国が制定している。

## アジア
- アルメニア共和国：警察労働者の日（アルメニア語: Ոստիկանության օր，ラテン文字転写 :Vostikanut’yan ashkhatoghi or） 4月16日
- アゼルバイジャン共和国：アゼルバイジャン警察（英語版）の日（アゼルバイジャン語: AzərbaycanPolisiGünü） 7月2日
- ジョージア：ジョージア警察（英語版）の日 5月31日（かつては5月6日であった）
- シンガポール共和国：シンガポール警察の日  6月3日
- タイ王国：国家警察の日（タイ語: วันตำรวจ，ラテン文字転写 :Wan Tamruat） 10月13日
- 中華人民共和国（祝日ではない）：中国人民警察の日 2021年より1月10日、緊急通報用電話番号110番より
- 大韓民国（祝日ではない）：10月21日（韓国の警察の設立日）・海洋警察の日 9月10日（韓国の排他的経済水域法施行日、2011年より変更）
- （日本では、警視庁の110番の日（1月10日、緊急通報用電話番号より）というものがある（祝日ではない）。）

## ヨーロッパ
- ブルガリア共和国：ブルガリア警察（英語版）の日 11月8日
- ラトビア共和国：12月5日
- ポーランド共和国：7月24日
- ルーマニア：警察の日（ルーマニア語: ZiuaPoliţiei）3月25日
- ロシア連邦：警察と内務軍人の日（ロシア語版、英語版）
- セルビア共和国：6月12日
- ウクライナ：国家警察の日（ウクライナ語: ДеньНаціональноїполіції）7月4日
- イギリス：国家警察記念日（NPMD）：9月29日

## アフリカ
- エジプト ：国家警察の日（英語版） 1月25日

## アメリカ州
- カナダ：王立カナダ騎馬警察の日 2月1日（マニトバ州）
- カナダ：警察記念日 9月24日
- アメリカ合衆国：移民税関執行局（英語版）創設記念日 3月1日
- アメリカ合衆国：議会議事堂警察（英語版）の日 5月2日
- アメリカ合衆国：国境警備隊（英語版）の日 5月28日
- アメリカ合衆国：麻薬取締局の日／アルコール・タバコ・火器・爆発物局（英語版）創設記念日 7月1日
- アメリカ合衆国：連邦捜査局の日 7月26日
- アメリカ合衆国：郵便監察官（英語版）の日 8月7日
- アメリカ合衆国：連邦保安官（英語版）の日 9月14日
- アメリカ合衆国：運輸保安局（英語版）の日 11月19日
- アメリカ合衆国：公園警察（英語版）の日 12月14日
- プエルトリコ：プエルトリコ警察（英語版）の日 2月21日
- チリ：カラビネーロス・デ・チリ（英語版）の日 4月27日
- チリ：捜査警察（英語版）の日 6月19日